# Campeonato Europeu de Beisebol de 1977

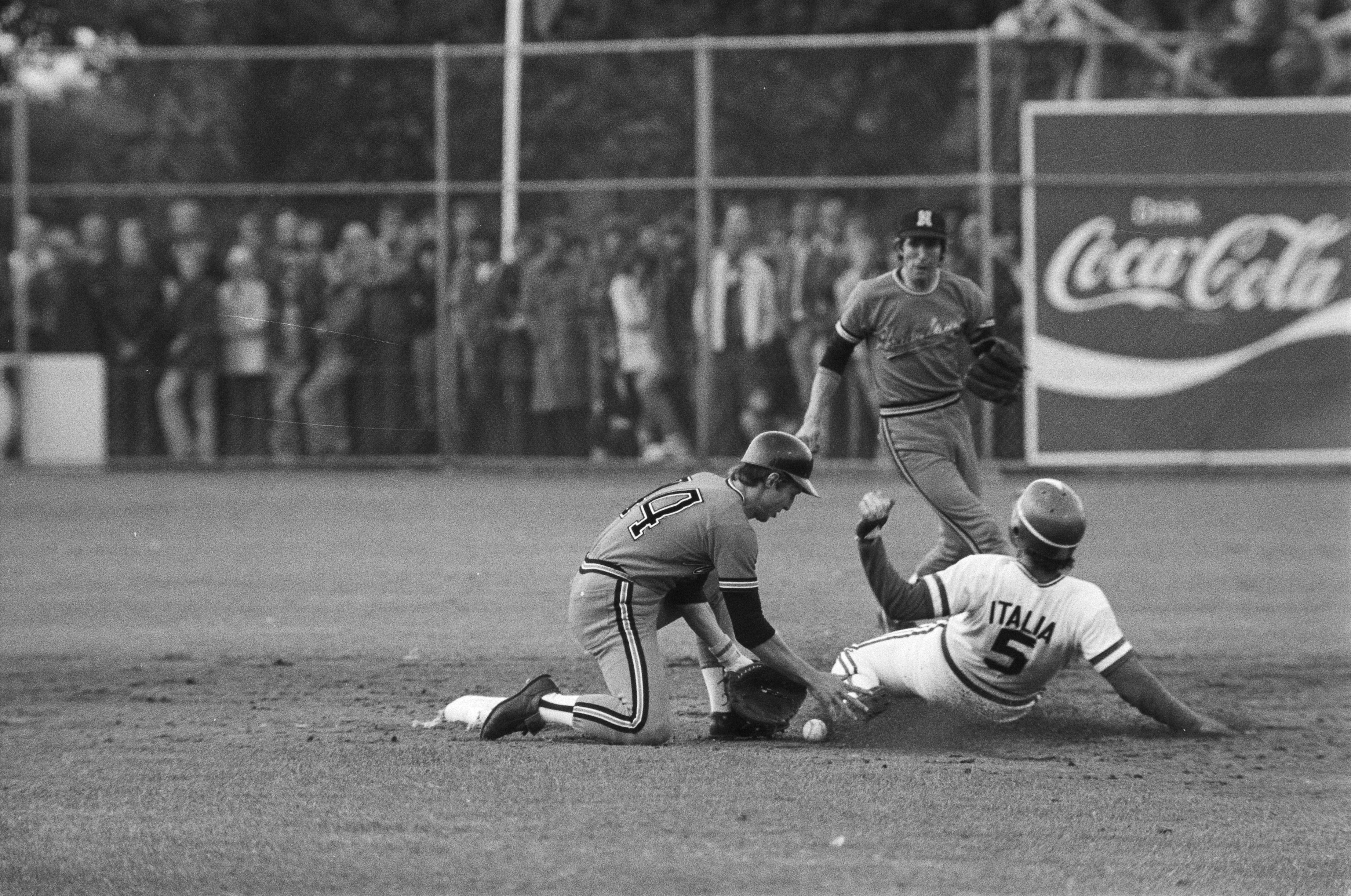
Campeonato Europeu de baseball em 1977

O Campeonato Europeu de Beisebol de 1977 foi a 15º edição do principal torneio entre seleções nacionais de beisebol da Europa. A campeã foi a Seleção Italiana de Beisebol, que conquistou seu 3º título na história da competição. O torneio foi sediado nos Países Baixos.

## Classificação
| Pos. | Equipe        |
| ---- | ------------- |
| 1    | Itália        |
| 2    | Países Baixos |
| 3    | Bélgica       |
| 4    | Espanha       |
| 5    | Suécia        |